# Diplonevra pilosella
Diplonevra pilosella är en tvåvingeart som beskrevs av Schmitz 1927. Diplonevra pilosella ingår i släktet Diplonevra och familjen puckelflugor. Arten är reproducerande i Sverige. Inga underarter finns listade i Catalogue of Life.